# Ляо, Жюльен
Жюльен Ляо́ (фр. Julien Lahaut, 6 сентября 1884 — 18 августа 1950) — бельгийский политический деятель, председатель Коммунистической партии Бельгии, активный участник движения Сопротивления, депутат парламента.

## Биография
Родился 6 сентября 1884 года в городе Серен в рабочей семье. Уже с 14 лет начал работать на металлургических заводах.
В 1905 году стал членом Центрального комитета, а затем секретарём профсоюза металлистов города Льежа, входившего на основе коллективного членства в Бельгийскую рабочую партию (БРП). В 1921 году был исключён из профсоюза и БРП в ходе проводимых там реформ руководством. Затем он создал революционный профсоюз металлистов.
С 1923 года был членом компартии Бельгии (КПБ), с 1924 член её ЦК и Политбюро ЦК. Неоднократно подвергался преследованиям. В 1933 избран депутатом бельгийского парламента.
После оккупации Бельгии немецкими войсками в 1940 году Ляо был членом руководства нелегальной КПБ, является один из организаторов бельгийского Движения Сопротивления. 10 мая 1941 года под руководством Ляо прошла 100-тысячная забастовка рабочих Льежа. В 1941—1945 годах находился в гитлеровских концлагерях за свою коммунистическую принадлежность и призывы против нацизма. Несмотря на подорванное в лагере здоровье, дожил до освобождения Маутхаузена союзниками в мае 1945 года.
В августе 1945 году избран председателем КПБ и депутатом парламента.

## Убийство
Во время присяги в парламенте нового короля Бодуэна один из коммунистических депутатов в знак протеста выкрикнул «Vive la République!» («Да здравствует республика!»). Пресса решила, что это был Ляо.
Спустя неделю, 18 августа 1950 года Ляо был застрелен двумя убийцами. На волне возмущения этим убийством по стране прокатились забастовки, на похороны пришло по разным оценкам от 100 до 300 тысяч человек. Впоследствии было установлено, что одним из покушавшихся был монархист Франсуа Гооссенс, но преступление остаётся нераскрытым. 19 июня 2012 года бельгийский Сенат принял решение провести новое расследование.
Похоронен в Серене, 7 сентября 1952 года на могиле был открыт памятник.